# Melanie Skillman
Melanie Skillman (Reading, 23 settembre 1954) è un'ex arciera statunitense.

## Palmarès
- Giochi olimpici

Seoul 1988: bronzo nella gara a squadre.